# Trang viên ở Idzików

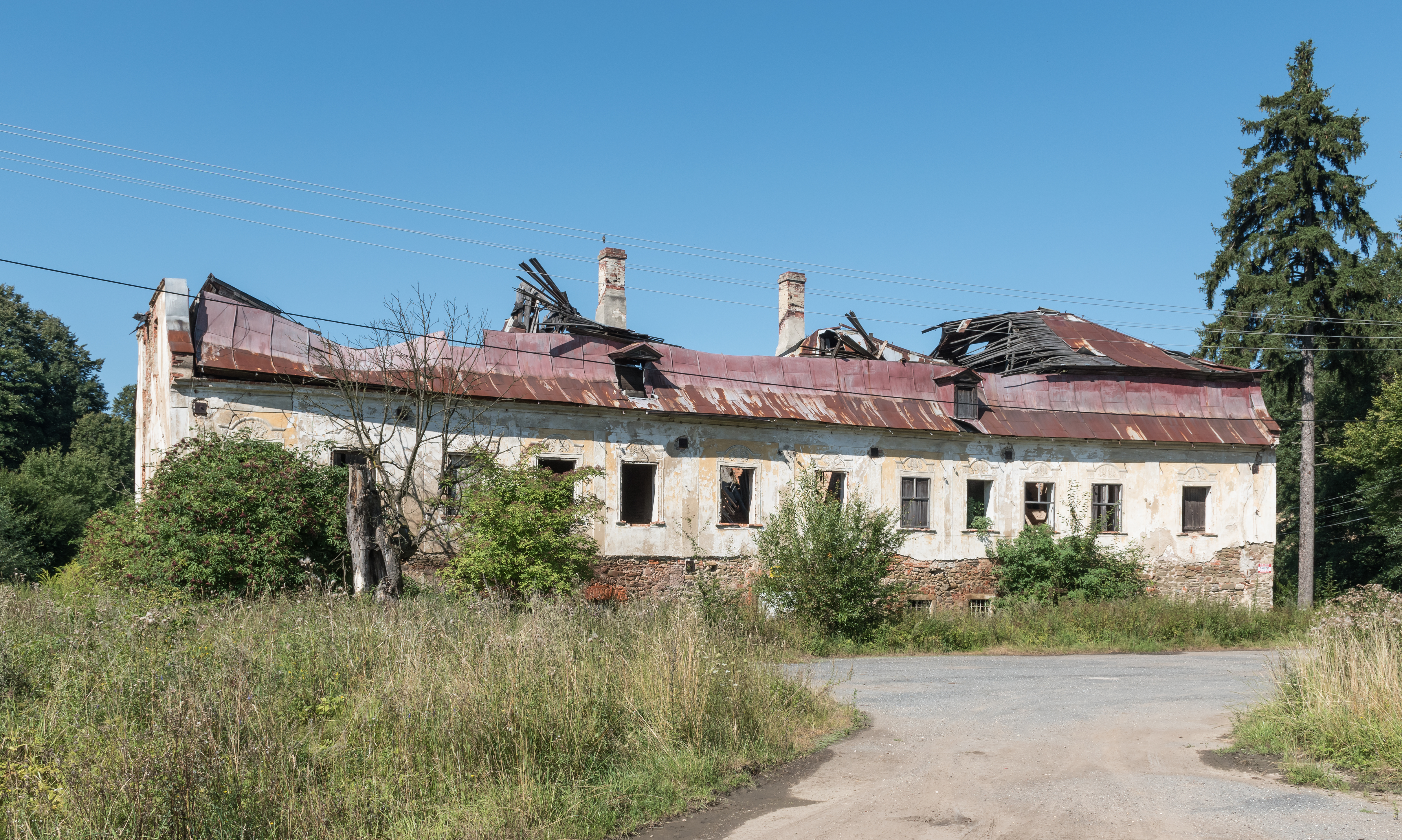
Trang viên ở Idzików (2017)

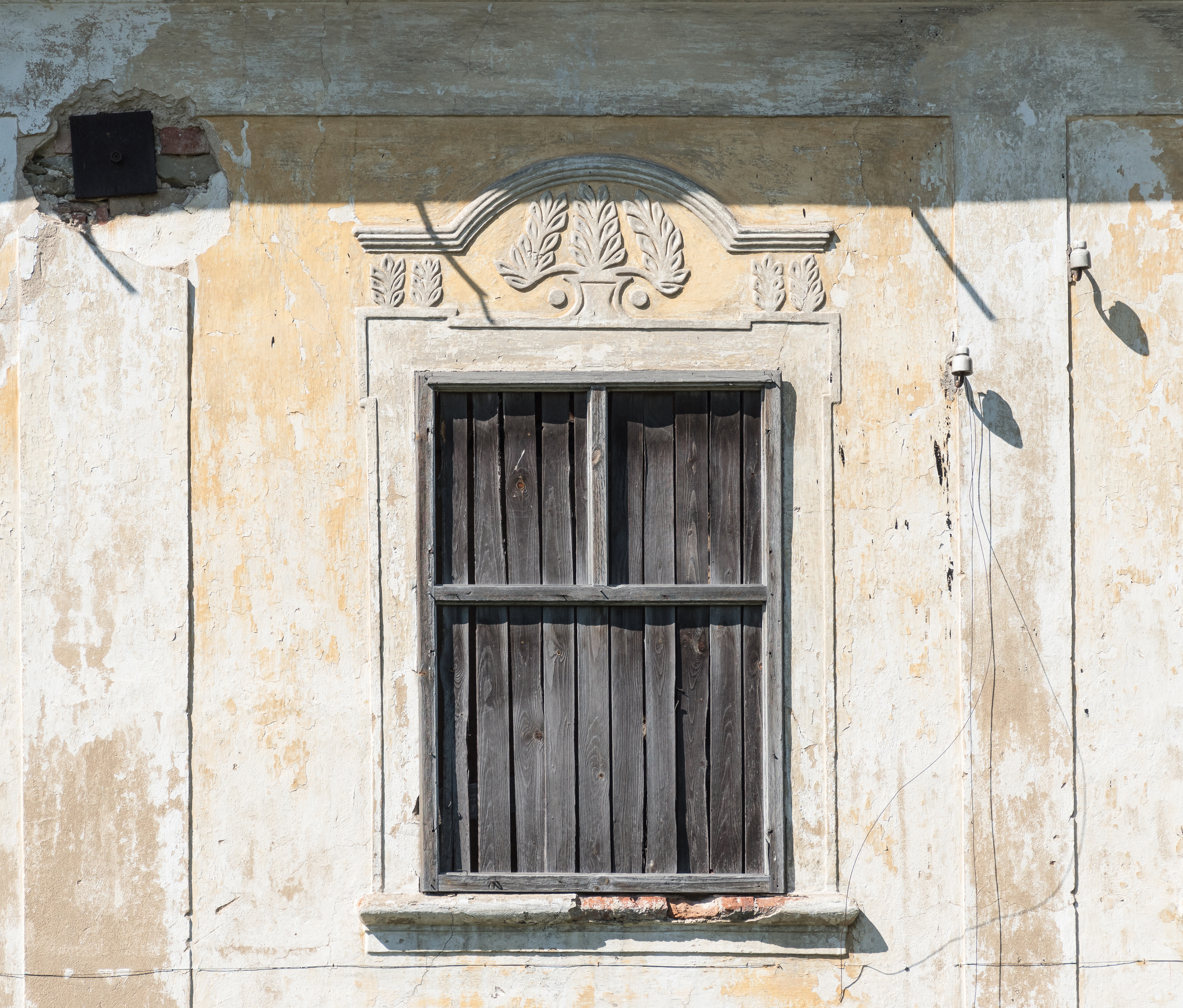
Khung cửa sổ (2017)

Trang viên ở Idzików (tiếng Ba Lan: Dwór w Idzikowie, tiếng Đức:Oberhof Kieslingswalde) là một trong những trang viên lịch sử lâu đời ở Ba Lan, được xây dựng từ nửa sau thế kỷ 15, theo phong cách Baroque−Phục Hưng tại làng Idzików, Dolnośląskie, Ba Lan. Trang viên có tên trong sổ đăng ký di tích.
Trang viên sở hữu một tòa nhà hai tầng với mái nhà hình tháp. Dọc các bên tường có nhiều cửa sổ.

## Lịch sử hình thành
Nguồn gốc chính xác của trang viênkhôn g được ghi nhận. Tuy nhiên, công trình kiến trúc này chắc chắn tồn tại từ trước năm 1477. Năm 1599, đây là nơi đóng quân của Reichenbachs. Tòa nhà không may bị tàn phá trong nhiều trận hỏa hoạn (trong các năm 1622, 1651, 1664) và được xây dựng và mở rộng lại nhiều lần, dẫn đến sự mất đối xứng trong bố cục, đặc biệt là ở phần phía Tây. Sau năm 1945, trang viên được chính quyền Ba Lan quốc hữu hóa. Trang viên được chuyển thành trụ sở cho cơ quan quản lý nông trường địa phương. Năm 1977, một phần trang viên bị phá hủy nghiêm trọng.
Hiện nay, trang viên này đang trong tình trạng hoang tàn. Ngoài tòa nhà chính, trang viên còn bao gồm nhiều trang trại xung quanh có từ thế kỷ 18 và một khu vườn lịch sử thời kỳ Phục Hưng với diện tích 0,5 ha. Các di tích này đều bị biến dạng đáng kể.